# Oh My God (EP)
Oh My God es el segundo EP japonés (y el quinto de toda su discografía) del grupo femenino surcoreano (G)I-dle. El álbum fue lanzado por Universal Music Japan el 26 de agosto de 2020 después de un año desde el lanzamiento de Latata, su anterior disco japonés. Contiene versiones japonesas de canciones lanzadas previamente, como «Oh My God», «Uh-Oh», «Señorita» y «Dumdi Dumdi», además de una pista original.

## Antecedentes y lanzamiento
A partir del 23 de junio de 2020, se comenzaron a publicar en las redes oficiales japonesas del grupo, imágenes individuales con la frase "(G)I-DLE 2020.06.29 MON 6PM", sin dejar claro el propósito de la información. El 29 de junio, se confirmó que (G)I-dle lanzaría su segundo miniálbum en japonés y que se titulaba Oh My God.
El 10 de julio, (G)I-dle lanzó fotos de su segundo miniálbum a través de su sitio web. Las fotos mostraban dos caras distintas en sus partes delanteras y traseras: en negro y rojo, y en blanco y negro, que están vinculados al concepto de "Ángeles y Demonios" de la canción que da título al álbum. Junto con el lanzamiento de las fotos promocionales, se abrió un sitio especial para su difusión.

## Vídeo musical
El 29 de julio de 2020, Universal Music Japan publicó un vídeo letra oficial de la versión japonesa de «Oh My God», confirmándola como sencillo del nuevo álbum. Posteriormente se publicaron teasers individuales de las miembros para el nuevo vídeo musical para la canción. El vídeo fue lanzado el 19 de agosto de 2020.

## Lista de canciones
| CD / Descarga digital |                                        |                             |                                  |                          |          |  |
| N.º                   | Título                                 | Letras                      | Música                           | Arreglo                  | Duración |  |
| 1.                    | «Oh My God» (Japanese version)         | Soyeon                      | Soyeon, Yummy Tone               | Yummy Tone, Soyeon       | 3:15     |  |
| 2.                    | «Uh-Oh» (Japanese version)             | Soyeon                      | Soyeon, June, MooF (153/Joombas) | Moonshine, Yoo Young-jin | 3:28     |  |
| 3.                    | «Señorita» (Japanese version)          | Soyeon                      | Soyeon, Big Sancho               | Soyeon, Big Sancho       | 3:17     |  |
| 4.                    | «Tung-Tung (Empty)» (Japanese version) | Minnie, FCM Houdini, Soyeon | FCM Houdini, Minnie              | FCM Houdini, Minnie      | 3:49     |  |
| 5.                    | «Dumdi Dumdi» (Japanese version)       | Soyeon                      | Soyeon, Pop Time                 | Pop Time, Soyeon         | 3:32     |  |
| 17:21                 |                                        |                             |                                  |                          |          |  |

| Edición limitada Tipo A (CD + DVD) |                                                    |          |  |
| N.º                                | Título                                             | Duración |  |
| 1.                                 | «Oh My God» (Japanese version)                     | 3:15     |  |
| 2.                                 | «Uh-Oh» (Japanese version)                         | 3:28     |  |
| 3.                                 | «Señorita» (Japanese version)                      | 3:17     |  |
| 4.                                 | «Tung-Tung (Empty)» (Japanese version)             | 3:49     |  |
| 5.                                 | «Dumdi Dumdi» (Japanese version)                   | 3:32     |  |
| 6.                                 | «Oh My God» (Music video; Japanese version)        | 3:15     |  |
| 7.                                 | «Oh My God» (Music video making; Japanese version) |          |  |

| Edición limitada Tipo B (CD + Photobook 28P) |                                        |          |  |
| N.º                                          | Título                                 | Duración |  |
| 1.                                           | «Oh My God» (Japanese version)         | 3:15     |  |
| 2.                                           | «Uh-Oh» (Japanese version)             | 3:28     |  |
| 3.                                           | «Señorita» (Japanese version)          | 3:17     |  |
| 4.                                           | «Tung-Tung (Empty)» (Japanese version) | 3:49     |  |
| 5.                                           | «Dumdi Dumdi» (Japanese version)       | 3:32     |  |
| 17:21                                        |                                        |          |  |

## Historial de lanzamiento
| País   | Fecha                | Formato                       | Discográfica                              | Ref.  |
| ------ | -------------------- | ----------------------------- | ----------------------------------------- | ----- |
| Varios | 26 de agosto de 2020 | CD descarga digital streaming | Cube Entertainment, Universal Music Japan | [ 9 ] |
| Japón  | 26 de agosto de 2020 | CD descarga digital streaming | Cube Entertainment, Universal Music Japan | [ 9 ] |